# Jerry Belson
Jerry Belson (El Centro, 8 de juliol de 1938 - Los Angeles, 10 d'octubre de 2006) va ser un guionista, director i productor de pel·lícules estatunidenc. Col·laborant amb figures com Steve Allen i Garry Marshall, Belson va guanyar reconeixement pel seu treball en diversos programes de televisió, com The Dick Van Dyke Show i la seva co-creació de la popular comèdia The Odd Couple . Va demostrar la seva versatilitat aventurant-se al cinema, coescrivint guions i dirigint pel·lícules. L'impacte de Belson en la comèdia i la seva capacitat per crear personatges perdurables i narracions relacionables van deixar un llegat durador a la indústria de l'entreteniment.

## Carrera
Els crèdits com a guionista de Belson inclouen les pel·lícules de Steven Spielberg Per sempre i Encontres a la tercera fase, diversos episodis de The Dick Van Dyke Show ; Gomer Pyle, U.S.M.C. i I Spy . Durant la dècada de 1960, simultàniament amb la contribució de guions per a sèries de televisió amb l'aleshores company Garry Marshall, Belson va contribuir amb històries per a Gold Key Comics. També va ajudar a produir The Drew Carey Show, The Norm Show i The Tracey Ullman Show .
Va guanyar tres premis Emmy : dos per The Tracey Ullman Show el 1989 i 1990, i un per Tracey Takes On... el 1997.

## Mort
Belson va morir de càncer el 10 d'octubre de 2006 a la seva casa de Los Angeles. La seva germana, la guionista Monica Johnson, va morir l'1 de novembre de 2010.

## Crèdits

### Televisió
- The Dick Van Dyke Show (1961–1966)
- Bob Hope Presents The Chrysler Theater (1964)
- Gomer Pyle U.S.M.C. (1964–1969)
- I Spy (1965–1968)
- Hey, Landlord (1966–1967)
- Love, American Style (1969–1974)
- Barefoot in the Park (1970)
- The Odd Couple (1970–1975)
- Evil Roy Slade (1972)
- Mixed Nuts (pilot) (amb Michael J. Leeson) (1977)
- Young Guy Christian (pilot) (amb Michael J. Leeson) (1979)
- The Tracey Ullman Show (1987–1990)
- Tracey Takes On... (1996–1999)
- The Drew Carey Show (consulting producer) (1995–2004)
- The Norm Show (consulting producer) (1999–2001)

### Pel·lícules
- How Sweet It Is! (1968) (amb Garry Marshall)
- The Grasshopper (1970)
- Smile (1975)
- Fun with Dick and Jane (amb David Giler i Mordecai Richler) (1977)
- Encontres a la tercera fase (Close Encounters of the Third Kind) (1977) (sense acreditar)
- The End (1978)
- Smokey and the Bandit II (amb Brock Yates) (1980)
- Student Bodies (1981) (productor executiu)
- Jekyll and Hyde... Together Again (amb Monica Johnson, Harvey Miller i Michael J. Leeson) (1982)
- Capitulació (Surrender) (1987)
- Per sempre (Always) (1989)

### Teatre
- The Roast (1980, amb Garry Marshall)
- Smile (1986, adaptat del guió)